# Pilea hemisphaerica
Pilea hemisphaerica är en nässelväxtart som beskrevs av Ignatz Urban och Ekman. Pilea hemisphaerica ingår i släktet pileor, och familjen nässelväxter. Inga underarter finns listade i Catalogue of Life.